# من ها (مغنية)
باك من ها(ولدت في 27 يونيو عام 1991، هي مغنية وممثلة ومذيعة وعارضة أزياء وعضوة في فرقة الفتيات الكورية الجنوبية ناين ميوسز، بدأت مسيرتها الفنية سنة 2010 لكنها غادرت الفرقة في سنة 2016.

## الأعمال الموسيقية
- نو بلاي بوي عام 2010 [1]
- ليديز عام 2010
- فيقارو عام 2011
- نيوز عام 2012
- تيكيت عام 2012
- دولز عام 2013
- وايلد عام 2013 [2]
- قن عام 2013
- قلو عام 2013
- دراما عام 2015 [3]
- هرت لوكر عام 2015
- سليبليس نايت 2015

## الأعمال

### المسلسلات
| السنة | العنوان                        | الدور                    | القناة            |
| ----- | ------------------------------ | ------------------------ | ----------------- |
| 2010  | غلوريا                         | ظهور في الحلقة 17        | أم بي سي          |
| 2013  | العائلة المتهورة الموسم الثالث | ظهور في بعض الحلقات      | إم بي سي إفري وان |
| 2013  | أجبني 1994                     | صديقة ناجونغ (ظهور)      | تي في إن          |
| 2014  | فتيان الرقم التاسع             | لي غو- إيون              | تي في إن          |
| 2017  | أرغون                          | لي جين هي                | تي في إن          |
| 2018  | ضحك في ويكيكي                  | ظهور في الحلقة 8 - ييرين | جي تي بي سي       |

### الأفلام
| السنة | العنوان     | الدور |
| ----- | ----------- | ----- |
| 2017  | ريل (حقيقي) | ظهور  |

### البرامج المنوعة
| السنة | العنوان                        | القناة              | ملاحظات                   |
| ----- | ------------------------------ | ------------------- | ------------------------- |
| 2012  | Sudden Attack                  | مؤسسة منهوا للإذاعة | ضيفة في الحلقة 8          |
| 2015  | Shin Dong Yup's Bachelor Party | إم بي سي إفري وان   | ضيفة في حلقة 150305       |
| 2015  | After School Club              | قناة أريرانغ        | مع ناين ميوسز في حلقة 141 |
| 2015  | My Little Television           | مؤسسة منهوا للإذاعة | ضيفة في الحلقة 35 و 36    |
| 2015  | Cool Kiz on the Block \|       | كي بي سي            | ضيفة في الحلقة 123-124    |

### الأغاني المصورة
| السنة | الأغنبة      | الفنان | مصدر  |
| ----- | ------------ | ------ | ----- |
| 2010  | All Day Long | زي يا  | [ 4 ] |

## وصلات خارجية
- مينها على موقع ميوزك برينز (الإنجليزية)
- مينها على موقع ديسكوغز (الإنجليزية)

- التويتر
- الإنستقرام